# マクドナウ郡 (イリノイ州)
マクドナウ郡（英: McDonough County）は、アメリカ合衆国イリノイ州の西部に位置する郡である。2010年国勢調査での人口は32,612人であり、2000年の32,913人から0.9％減少した。郡庁所在地はマコーム市（人口19,288人）であり、同郡で人口最大の都市でもある。
マクドナウ郡はその全体でマコーム小都市圏を構成している。

## 歴史
マクドナウ郡は米英戦争のシャンプレーン湖の湖上戦でイギリス艦隊を破り決定的な勝利を挙げたトーマス・マクドノーに因んで名付けられた。この戦争に参加した退役兵に与える恩賞としてマクドナウ郡の土地が取っておかれた。

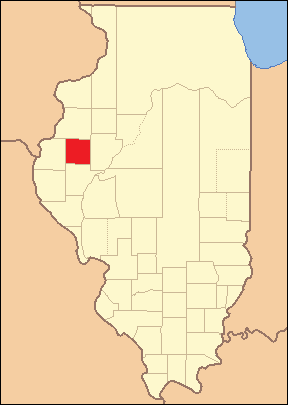
1826年創設時の郡領域、現在まで変わっていない

## 地理
アメリカ合衆国国勢調査局に拠れば、郡域全面積は590.18平方マイル (1,528.6 km2)であり、このうち陸地589.41平方マイル (1,526.6 km2)、水域は0.78平方マイル (2.0 km2)で水域率は0.13％である。
メルカトル図法では郡領域が正方形になるという特徴がある。郡庁所在地のマコーム市は郡の中心にあり、郡庁舎はほぼ正確に郡の中点にある。

### 主要高規格道路
- アメリカ国道67号線
- アメリカ国道136号線
- イリノイ州道9号線
- イリノイ州道41号線
- イリノイ州道61号線
- イリノイ州道95号線
- イリノイ州道110号線

### 隣接する郡
- ウォーレン郡 - 北
- フルトン郡 - 東
- スカイラー郡 - 南
- ハンコック郡 - 西
- ヘンダーソン郡 - 北西

## 気候と気象
近年、郡庁所在地であるマコーム市の平均気温は1月の13°F (-11 ℃) から7月の87°F (31 ℃) まで変化している。過去最低気温は1905年2月に記録された-30°F (-34 ℃) であり、過去最高気温は1934年8月に記録された113°F (45 ℃) である。月間降水量は1月の1.47インチ (37 mm) から5月の4.58インチ (116 mm) まで変化している。

## 人口動態
以下は2000年国勢調査による人口統計データである。
| 基礎データ - 人口: 32,913人 - 世帯数: 12,360 世帯 - 家族数: 7,094 家族 - 人口密度: 22人/km2（56人/mi2） - 住居数: 13,289軒 - 住居密度: 9軒/km2（23軒/mi2） 人種別人口構成 - 白人: 92.88% - アフリカン・アメリカン: 3.46% - ネイティブ・アメリカン: 0.14% - アジア人: 2.02% - 太平洋諸島系: 0.04% - その他の人種: 0.47% - 混血: 1.00% - ヒスパニック・ラテン系: 1.48% 先祖による構成 - ドイツ系：25.9％ - イギリス系：25.3％ - アイルランド系：11.7％ 言語による構成 - 英語：95.0％ - スペイン語：2.7％ | 年齢別人口構成 - 18歳未満: 17.7% - 18-24歳: 27.6% - 25-44歳: 21.5% - 45-64歳: 19.1% - 65歳以上: 14.1% - 年齢の中央値: 29歳 - 性比（女性100人あたり男性の人口） - 総人口: 95.3 - 18歳以上: 93.8 世帯と家族（対世帯数） - 18歳未満の子供がいる: 24.3% - 結婚・同居している夫婦: 47.1% - 未婚・離婚・死別女性が世帯主: 7.5% - 非家族世帯: 42.6% - 単身世帯: 31.8% - 65歳以上の老人1人暮らし: 12.1% - 平均構成人数 - 世帯: 2.28人 - 家族: 2.87人 収入と家計 - 収入の中央値 - 世帯: 32,141米ドル - 家族: 43,385米ドル - 性別 - 男性: 29,326米ドル - 女性: 20,798米ドル - 人口1人あたり収入: 15,890米ドル - 貧困線以下 - 対人口: 19.8% - 対家族数: 9.6% - 18歳未満: 19.6% - 65歳以上: 7.2% |

## 郡区
マクドナウ郡は下記18の郡区に分割されている。
| - ベセル - ブランディンズビル - ブッシュネル - シャルマーズ - コルチェスター - エメット | - ハイア - インダストリー - ラモアン - マコーム - マコームシティ - マウンド | - ニューセイラム - プレーリーシティ - シオタ - スコットランド - テネシー - ウォルナットグローブ |

## 都市と町
- マコーム - 郡庁所在地
- バードルフ
- ブランディンズビル
- ブッシュネル
- コルチェスター
- グッドホープ
- インダストリー
- プレーリーシティ
- シオタ
- テネシー

## 国勢調査指定地域
- アデア
- ファンドン